# Баканов, Олег Дмитриевич
Олег Дмитриевич Баканов (род. 17 марта 1954 года) — советский и российский тренер по лёгкой атлетике, мастер спорта СССР, заслуженный тренер России (2015).

## Биография
Олег Дмитриевич Баканов родился 17 марта 1954 года в семье военнослужащего. Семья переехала в Гатчину, когда ему было 3 года. Тренировался в спортивной школе у Николая Николаевича Волкова. Играл в футбол за юношескую команду «Гатчинсельмаша».
После окончания школы № 9 Гатчины, в 1971 году он поступил в Ленинградский институт авиационного приборостроения (ныне — ГУАП). В Ленинграде тренировался у заслуженных тренеров Н. С. Костенко и В. Я. Розенфельда. Выступал за сборную Ленинграда на чемпионатах СССР.
В юниорском возрасте он стал членом сборной команды СССР, выступал в юниорском матче СССР — США в 1973 году и матче сборных команд СССР — ФРГ — США по легкоатлетическим многоборьям 1974 года. Баканов выступал в десятиборье и стал призёром обоих соревнований и выполнил норматив мастера спорта СССР. В дальнейшем поменял спортивную специализацию, увлёкся прыжками с шестом и в этом виде также получил мастера спорта.
После окончания института Баканов три года отработал инженером, а затем поступил на заочный факультет в институт физкультуры. Карьеру спортсмена закончил в 1981 году, после чего стал работать тренером.
С 1990 года он является старшим тренером по лёгкой атлетике города Гатчины и Ленинградской области. Преподаёт в Гатчинской ДЮСШ № 1 и СДЮСШОР «Академия лёгкой атлетики Санкт-Петербурга».
Среди его воспитанников: победитель Паралимпийских игр 2012 года в тройном прыжке Денис Гулин; серебряный призёр Юношеских Олимпийских игр 2014 года в прыжках с шестом Владимир Щербаков; серебряный призёр чемпионата Европы среди молодежи 2015 года в прыжках с шестом Леонид Кобелев и многие другие спортсмены.
Также с 1990 года Баканов является бессменным главным судьей первенств и чемпионатов Ленинградской области по лёгкой атлетике. В качестве главного судьи в 2004—2007 годах он успешно провёл соревнования Всероссийского дня бега — «Кросс нации», которые были проведены в городе Гатчине, в них приняли участие более 48 000 человек. За проведение этих соревнований он был отмечен грамотой Федерального агентства по физической культуре и спорту.
30 марта 2015 года министр спорта Российской Федерации В. Л. Мутко подписал приказ о присвоении Олегу Дмитриевичу почетного спортивного звания «Заслуженный тренер России».
Семья
Женат. Супруга — Лариса Григорьевна Баканова — также работает тренером в ДЮСШ № 1.

## Известные воспитанники
- Денис Гулин
- Владимир Щербаков
- Леонид Кобелев